# Magyarország a 2016-os fedett pályás atlétikai világbajnokságon
Magyarország az amerikai Portlandben megrendezett 2016-os fedett pályás atlétikai világbajnokság egyik részt vevő nemzete volt. Az ország a versenyen 6 sportolóval képviseltette magát és egy ezüstérmet nyert.

## Előzmények
A magyar indulók közül Baji Balázs, Márton Anita és Nguyen Anasztázia a vb szintek teljesítésével, Farkas Györgyi pedig a világranglista-helyezésével vívta ki az indulás jogát. Kerekes Gréta és Kozák Luca az IAAF meghívásának köszönhetően indulhatott. A csapat tagja volt még Eperjesi László, ifj. Tomhauser István, Zsivoczky-Pandel Attila edzők és Igaz Bálint csapatvezető.

## A verseny
Farkas Györgyi 60 méter gátfutásban 8,56 másodperccel két századmásodperccel maradt el a 2016-os szezonban elért legjobb eredményétől. Magasugrásban a 173 és a 176 centit másodikra, a 170, 176, 1979 és a 185 centit elsőre teljesítette. A 185 cm a fedett pályás egyéni legjobbjának a beállítását jelentette. Súlylökésben 14,54 méterrel egy centimétert javított egyéni legjobbján. Távolugrásban elsőre egy biztonsági 628 centimétert teljesített, majd kétszer belépett. 800 méteren a rajtnál a mezőny végére került, így már nem volt lehetősége rá, hogy javítson az összetett helyezésén. Akkor összesítésben negyedik helytől 5 ponttal, egyéni csúcsától 35 ponttal elmaradva ötödik lett. 2019-ben az eredetileg ezüstérmes, ukrán Anasztaszija Mohnyukot kizárták, így Farkast a negyedik helyre sorolták.
60 méter gáton a két versenyzőnő nem jutott tovább a selejtezőből. Céljuk a tapasztalatszerzés volt.
Márton Anita súlylökésben a verseny során végig dobogós helyen állt. Háromszor ért el 19 méter feletti eredményt. Utolsó, 19,33 méteres lökésével országos csúcsot teljesített és az élre ugrott, de végül ezüstérmes lett.
Nguyen Anasztázia 60 méteren kiesett a selejtezőben. Eredménye elmaradt a szezonbeli legjobbjától.
Baji Balázs a 60 méter gát döntőjében 1 tizedmásodperccel elmaradt a néhány hetes országos csúcsától és a hatodik helyezést szerezte meg.
A magyar csapat 1999 után szerzett ismét érmet a fedett pályás atlétikai világbajnokságon.

## Érmesek
| Érem  | Versenyző    | Versenyszám | Dátum       |
| ----- | ------------ | ----------- | ----------- |
| Ezüst | Márton Anita | súlylökés   | március 19. |

## Eredmények

### Férfi
| Versenyző   | Versenyszám | Előfutam | Előfutam | Előfutam | Elődöntő | Elődöntő | Elődöntő | Döntő | Döntő    |
| Versenyző   | Versenyszám | Idő      | Hely.    | Össz.    | Idő      | Hely.    | Össz.    | Idő   | Helyezés |
| ----------- | ----------- | -------- | -------- | -------- | -------- | -------- | -------- | ----- | -------- |
| Baji Balázs | 60 m gát    | 7,73     | 3.       | 11.      | 7,64     | 3.       | 6.       | 7,65  | 6.       |

### Női
| Versenyző         | Versenyszám | Előfutam | Előfutam | Előfutam | Elődöntő | Elődöntő | Elődöntő | Döntő   | Döntő    |
| Versenyző         | Versenyszám | Idő      | Hely.    | Össz.    | Idő      | Hely.    | Össz.    | Idő     | Helyezés |
| ----------------- | ----------- | -------- | -------- | -------- | -------- | -------- | -------- | ------- | -------- |
| Nguyen Anasztázia | 60 m        | 7,46     | 6.       | 30.      | kiesett  | kiesett  | kiesett  | kiesett | kiesett  |
| Kerekes Gréta     | 60 m gát    | 8,37     | 5.       | 16.      | kiesett  | kiesett  | kiesett  | kiesett | kiesett  |
| Kozák Luca        | 60 m gát    | 8,46     | 6.       | 18.      | kiesett  | kiesett  | kiesett  | kiesett | kiesett  |

| Versenyző    | Versenyszám | Döntő    | Döntő    |
| Versenyző    | Versenyszám | Eredmény | Helyezés |
| ------------ | ----------- | -------- | -------- |
| Márton Anita | Súlylökés   | 19,33 m  |          |

| Versenyző      | Versenyszám | 60 m gát | 60 m gát | Magasugrás | Magasugrás | Súlylökés | Súlylökés | Távolugrás | Távolugrás | 800 m   | 800 m | Végeredmény | Végeredmény |
| Versenyző      | Versenyszám | Idő      | Pont     | Eredmény   | Pont       | Eredmény  | Pont      | Eredmény   | Pont       | Idő     | Pont  | Pont        | Helyezés    |
| -------------- | ----------- | -------- | -------- | ---------- | ---------- | --------- | --------- | ---------- | ---------- | ------- | ----- | ----------- | ----------- |
| Farkas Györgyi | Ötpróba     | 8,56     | 1004     | 185 cm     | 1041       | 14,54 m   | 830       | 6,28 m     | 937        | 2:18,48 | 844   | 4656        | 4.          |